# Удвајање коцке
Квадратура круга, удвајање коцке и трисекција угла спадају у три класична проблема грчке математике која су од изузетног значаја за развој геометрије.

## Проблем
Удвајање коцке или делфски проблем је један од геометријских проблема антике. Познајући ивицу коцке која је дата, потребно је конструисати коцку двоструко веће запремине.
Нека је ивица дате коцке а, а ивица тражене коцке б. Тада је 2а³=б³. Уколико узмемо да је а=1 тада је b=∛2. 
Пошто је минимални полином за ово решење, x3 – 2, трећег степена, онда је|Q[∛2] : Q| = 2≠2r. То значи да је ∛2 није конструктибилан, па је проблем удвајања коцке нерешив.
Први значајан корак у решавању проблема предузео је Хипократ.
Дуги научници који су се бавили решавањем овог проблема су: Платон, Ератостен, Херон, Диоклес и Гаус. Доказ да је проблем нерешив иѕведен је у 19. веку. Закључне аргументе извео је Пјер Ванцел 1837. године. Доказ је додатно унапредио Charles Sturm, али их није објавио.